# Huskvarna
Huskvarna – miasto w południowej Szwecji, w regionie Jönköping, nad jeziorem Wetter, część aglomeracji Jönköping. Około 21,5 tys. mieszkańców.
W mieście rozwinął się przemysł elektromaszynowy oraz włókienniczy.